# Cardiospermum

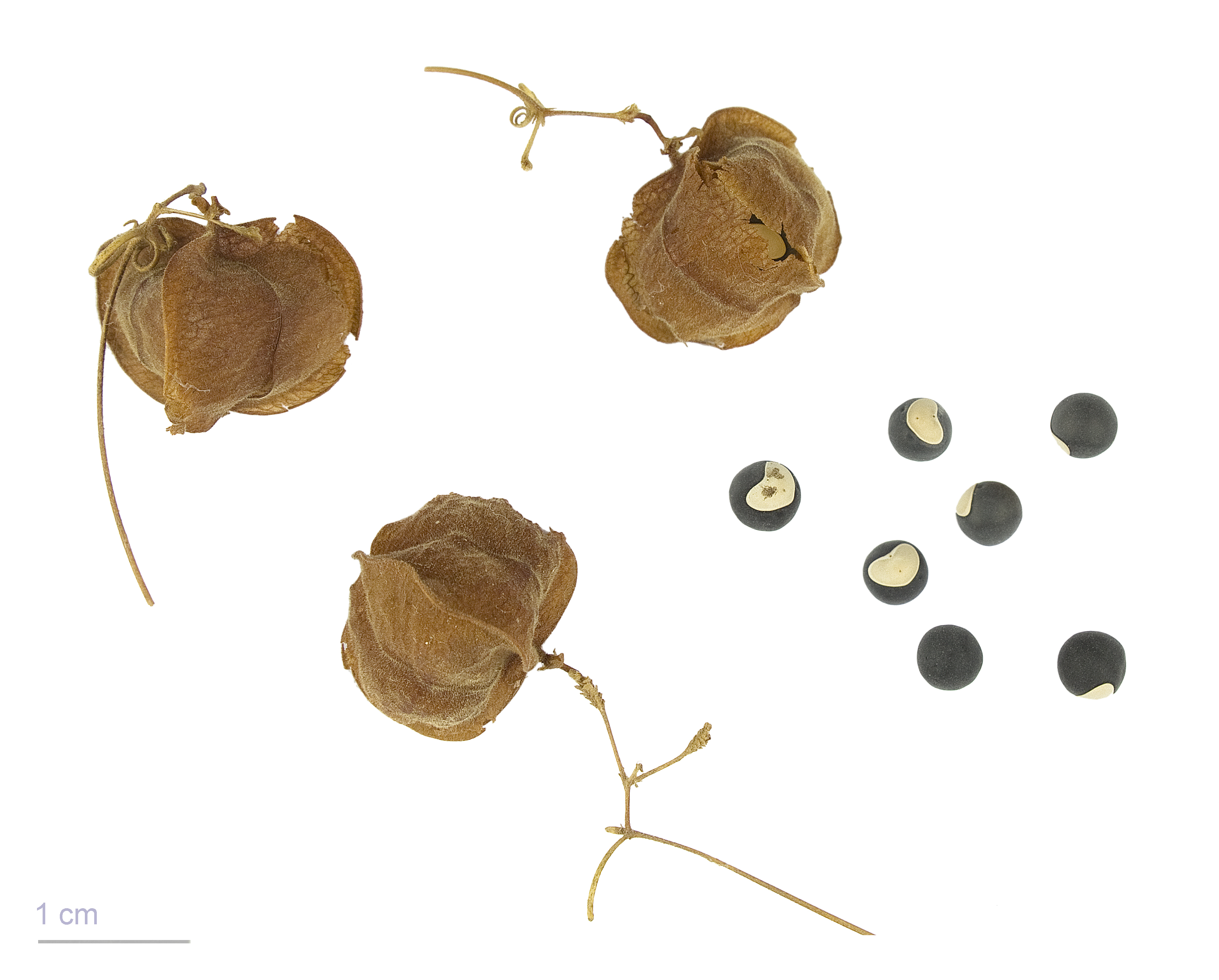
Mẫu vật Cardiospermum halicacabum - tại Bảo tàng Toulouse

Cardiospermum hay Tam Phỏng hay Tầm Phong là một chi gồm khoảng 14 loài trong họ Bồ hòn, có nguồn gốc từ vùng nhiệt đới châu Mỹ, Ấn Độ và châu Phi. Tên chi này bắt nguồn từ các từ tiếng Hy Lạp καρδία, nghĩa là "trái tim" và σπέρμα, nghĩa là "hạt giống". Những loài của chi này được phân loại là loài xâm lấn ở một số vùng phía Nam Hoa Kỳ và Nam Phi.
Cây thuộc chi này là dạng dây leo, thân thảo sống hằng năm hay sống dai hoặc có gốc dạng bụi thấp. Thân leo có tua cuốn. Lá mọc so le, chụm ba kép. Lá chét có răng, lượn sóng hoặc chia thùy. Cụm hoa ở nách lá thành chùm thưa hoa. Hoa không đều, có cuống, có đốt, đa tính hay lưỡng tính, mẫu 4. Quả thành nang phồng ra. Hạt có áo hạt ở gốc.

## Công dụng
Chi Cardiospermum được trồng ở các vùng ấm áp như cây cảnh . Chiết xuất từ hạt Cardiospermum được sử dụng trong các loại kem bôi da có tác dụng điều trị bệnh chàm và các bệnh ngoài da khác.

## Phân loài
- Cardiospermum anomalum
- Cardiospermum corindum
- cardiospermum dissectum
- Tam phỏng (Cardiospermum halicacabum)
- Cardiospermum grandiflorum
- Cardiospermum procumbens
- Cardiospermum spinosum
- Cardiospermum strictum
- Cardiospermum tortuosum
- Cardiospermum urvilleoides